# Джайпурський метрополітен
Джайпурський метрополітен — лінія метро у місті Джайпур, Раджастхан, Індія. Метрополітен відкрився 3 червня 2015 року.

## Історія
Будівництво метрополітену розпочалося 24 лютого 2011 року. Початкова ділянка складалася з 9 станцій та 9,6 км. На лінії використовуються 10 чотиривагоних потяги.
- Лінія 1 (рожева) — складається з 8 естакадних та 1 підземної станції. У 2018 році планують відкрити ще 2 підземні станції та 2,4 км.

## Розвиток
Проектується Лінія 2 (помаранчева) складатиметься з 15 естакадних та 5 підземних станцій, 23,1 км. Відкриття після 2021 року.

## Режим роботи
Працює з 6:45 до 21:00. Інтервал руху від 10 до 15 хвилин.

## Галерея

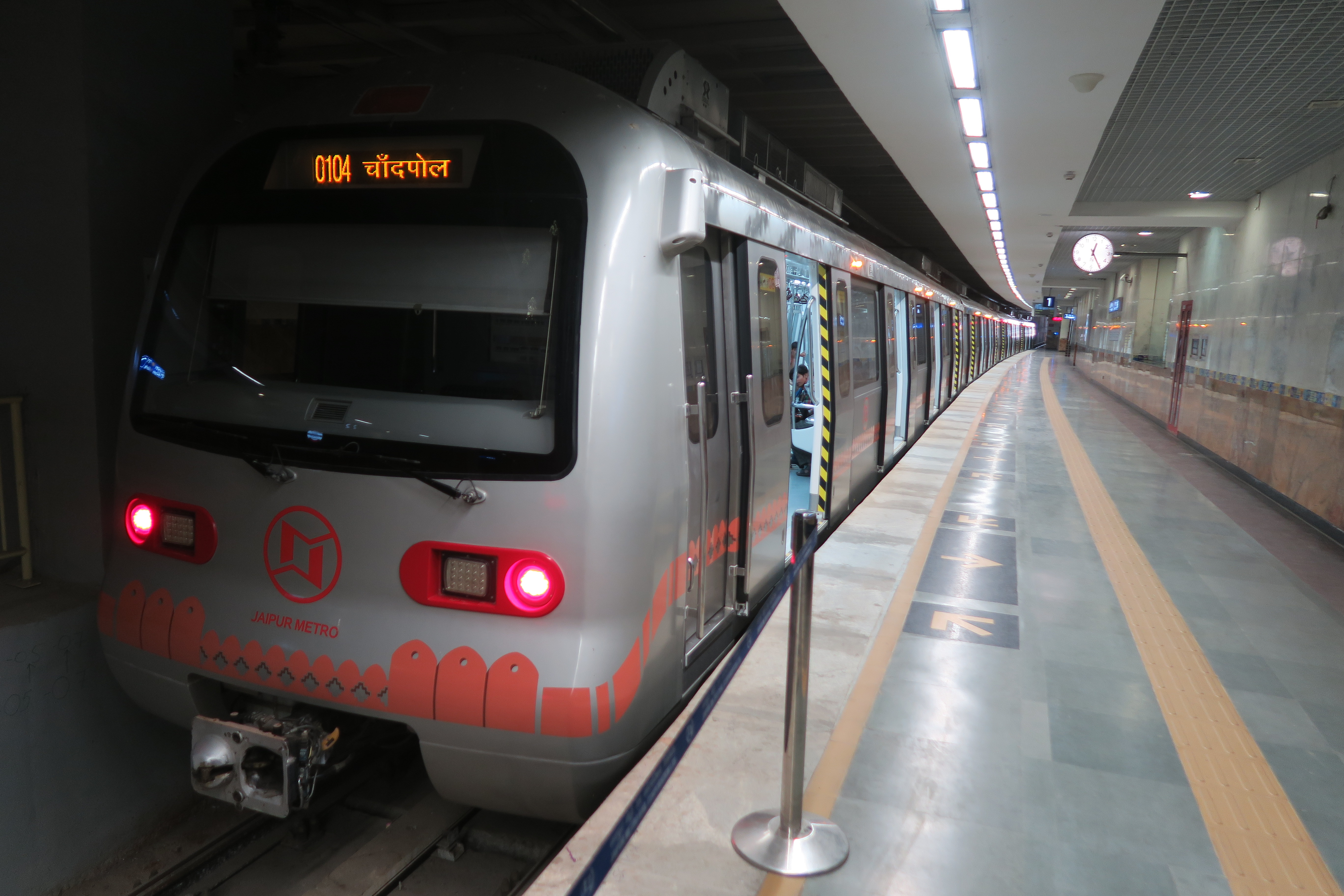
Потяг на підземній станції
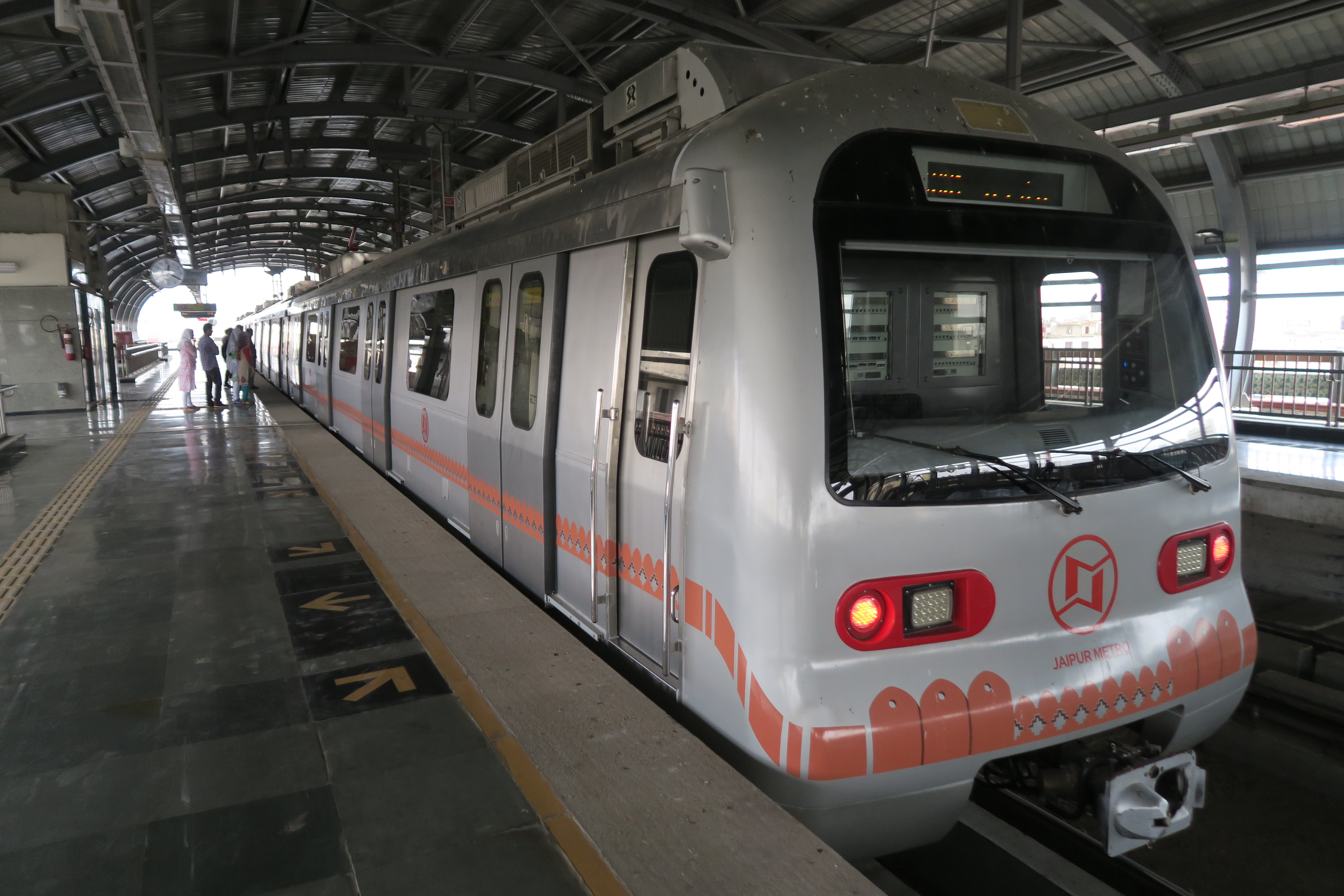
Потяг на естакадній станції
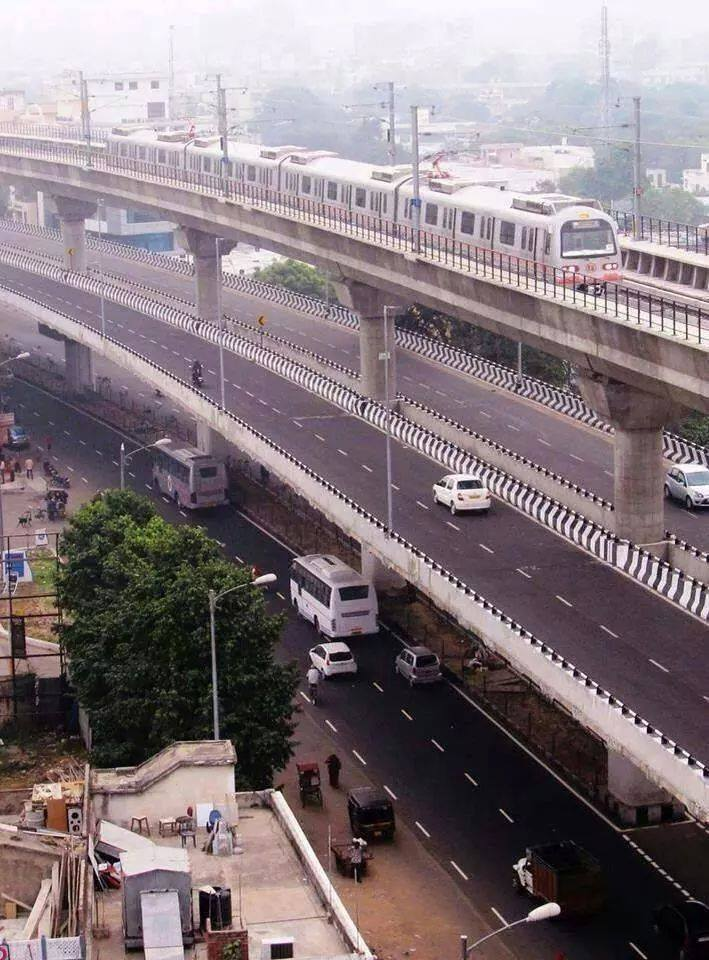
Дворівнева естакада
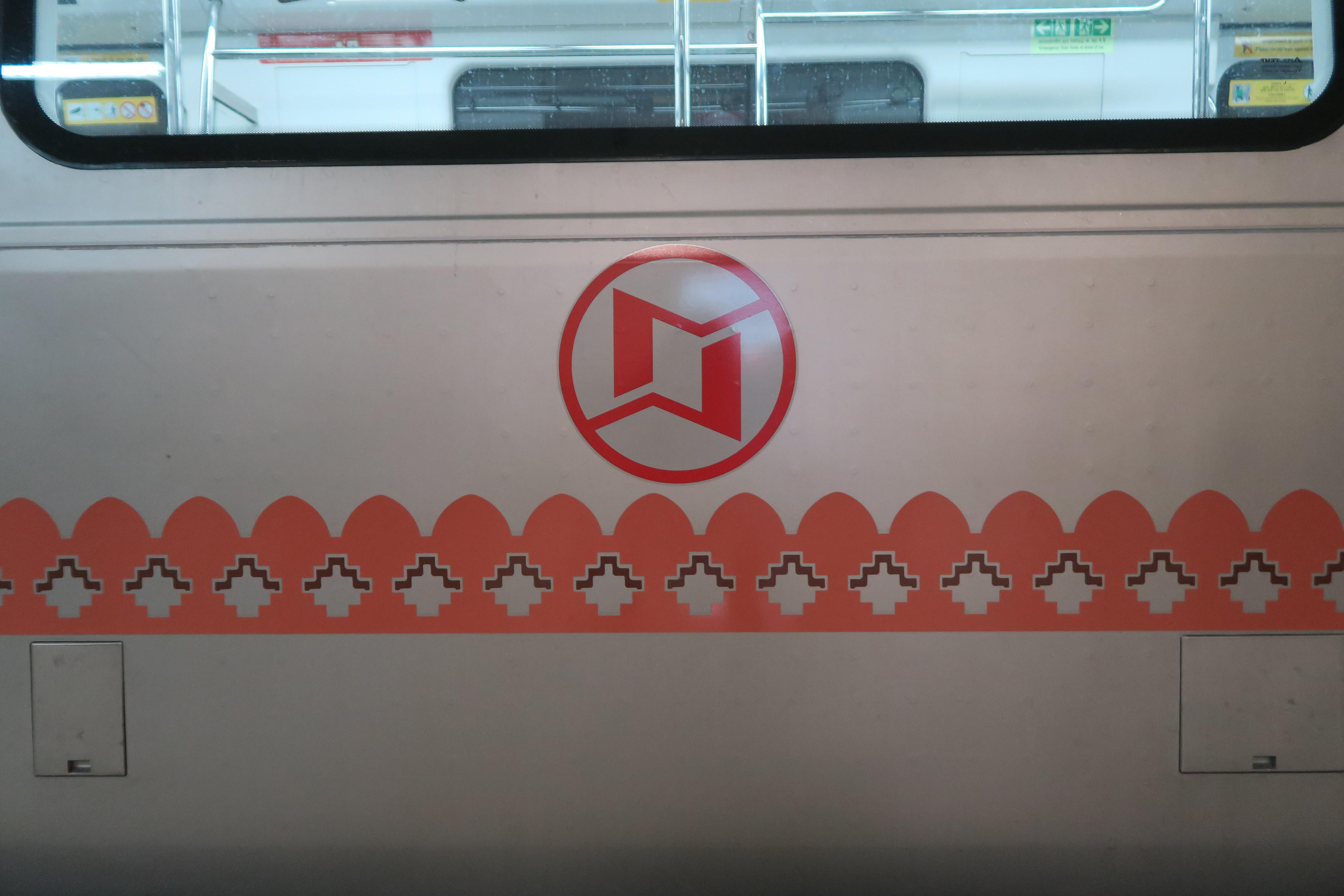
Логотип Джайпурського метро на вагоні